# Hedensted (municipio)
Hedensted es un municipio de Dinamarca situado en la región de Jutlandia Central. Tiene una población estimada, a inicios de 2024, de 47 725 habitantes.
Tiene una superficie de 551.00 km² y su capital es la ciudad de Hedensted. 
El actual territorio de Hedensted es resultado de la reforma municipal danesa de 2007, cuando se fusionaron los antiguos municipios de Hedensted, Juelsminde y Tørring-Uldum (a excepción de la parroquia de Grejs).

## Áreas urbanas más pobladas
| Nº | Localidad   | Población (2012) |
| -- | ----------- | ---------------- |
| 1  | Hedensted   | 11 292           |
| 2  | Juelsminde  | 3888             |
| 3  | Tørring     | 2511             |
| 4  | Hornsyld    | 1619             |
| 5  | Uldum       | 1387             |
| 6  | Lindved     | 1310             |
| 7  | Øster Snede | 1187             |
| 8  | Daugård     | 1087             |
| 9  | Rask Mølle  | 1043             |
| 10 | Ølsted      | 880              |